# Tougher Than Love
Tougher Than Love é o álbum de estreia da jamaicana Diana King, lançado oficialmente em 24 de abril de 1995, pela gravadora Sony BMG. O álbum alcançou um sucesso inesperado na Billboard 200 e na Billboard R&B/Hip-Hop Albums.

## Faixas
1. "Love Me Thur the Night"
2. "Shy Guy"
3. "Love Triangle"
4. "Ain't Nobody"
5. "Tougher Than Love"
6. "Can't Do Without You"
7. "Slow Rush"
8. "Treat Her Like a Lady"
9. "Black Roses"
10. "Tumble Down"